# Awimusic
 (avril 2011).
Si vous disposez d'ouvrages ou d'articles de référence ou si vous connaissez des sites web de qualité traitant du thème abordé ici, merci de compléter l'article en donnant les références utiles à sa vérifiabilité et en les liant à la section « Notes et références ».
AWImusic (Afro West-Indies Music) est un label indépendant français fondé en 2005.
C'est un label de développement des artistes issus de la Caraïbe et de l'Afrique.
La première production du label est l'album "Emosion Bèlè - Les chants du père, la musique du fils" de Edmond Mondésir sorti en 2006. L'album est la meilleure vente en musique traditionnelle en Martinique en 2007[réf. nécessaire]. Il est réédité en 2011, année où Edmond Mondésir a reçu le "Prix France Musique des Musiques du monde"[réf. nécessaire].
AWImusic produit en 2008 l'album "Chayé Kow" de Erik, Artiste Révélation de l’année aux Trophées des Arts Afro Caribéens en 2009. Erik sera en effet l'artiste “Coup de pouce” au Festival Villes des Musiques du Monde en 2008, nommé Espoir Fnac Mondomix 2009, artiste Révélation de l’année aux Trophées des Arts Afro Caribéens (2009) et gagnant du concours 9 semaines et 1 jour / France ô (2009)[réf. nécessaire]. L'album, réédité en 2010 en édition collector, sera la meilleure vente d’albums aux Antilles[réf. nécessaire].
AWImusic fait aussi de l'édition et du booking d'artistes de la caraïbe et de l'Afrique.

## Les artistes AWImusic
- Edmond Mondesir
- Erik
- Erika Lernot

## Catalogue World
- Dédé Saint-Prix - [Martinique]
- Edmond Mondésir – [Martinique]
- Erik – [Guadeloupe]
- Erika Lernot - [Martinique]
- G’ny – [Guadeloupe]
- Gutty Duarte – [Cap-Vert]

## Catalogue Jazz Caribéen
- Caraïb II Jazz – [Guadeloupe]
- Yann Négrit – [Guadeloupe]
- Sonny Troupé – [Guadeloupe]
- Frantz Laurac - [Martinique]

## Production
- 2006 : Emosion Bèlè - Les chants du père, la musique du fils - Edmond Mondésir
- 2008 : Chayé Kow - Erik
- 2008 : Emosion Bèlè 2 - Hommage à Ti-Emile - Edmond Mondésir
- 2009 : Sé Pou La Viktwa Nou Ka Alé - Edmond Mondésir
- 2009 : Nou Pa Pè - Edmond Mondésir
- 2010 : Chayé Kow - Edition Collector - Erik
- 2011 : Emosion Bèlè (Réédition) - Edmond Mondésir